# Anja Bagus

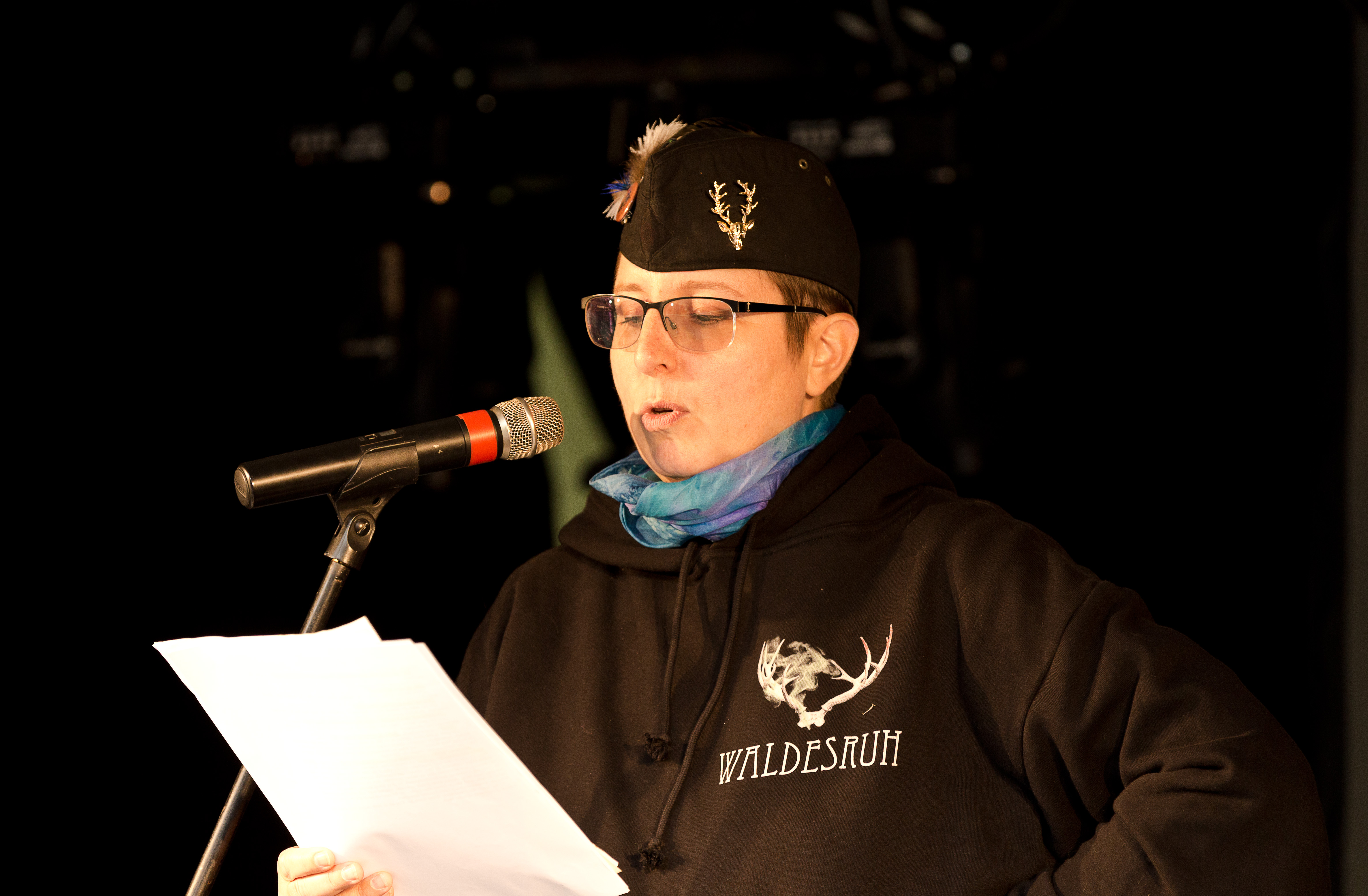
Anja Bagus, Nocturnal Culture Night 2015

Anja Bagus (* 15. Mai 1967 in Malsch, Baden-Württemberg) ist eine deutsche Schriftstellerin von phantastischen Romanen, speziell aus dem Bereich Steampunk, sowie einem Sachbuch.

## Leben und Werk
Anja Bagus studierte Psychologie an der Philipps-Universität in Marburg und ist seit 2011 Autorin. Sie lebt mit ihrem Ehemann und ihrer Tochter in Essen.
Anja Bagus veröffentlicht ihre Werke seit 2013 sowohl bei mehreren regulären Verlagen als auch im Eigenverlag. Ein Großteil ihrer Romane wird dem Genre Steampunk zugeordnet und sind in der von ihr erschaffenen Alternativwelt Ætherwelt angesiedelt. Daneben hat sie mit Mission Hoffnung einen Science-Fiction-Roman veröffentlicht sowie mit Zeitarbeiterin eine Humoreske.
Sie hat einige Kinderbücher geschrieben, die von ihrer Tochter EvA Bagus illustriert wurden. Die Geschichten um die Wichtel in Baden-Baden wurden dann 2021 auch zu einem Brettspiel, welches auf der Spielemesse Essen dem Publikum vorgestellt wurde.

## Veröffentlichungen

### Romane, Novellen und Kurzgeschichtensammlungen
- Ætherwelt 1 (Annabelle-Rosenherz) Trilogie
  - Ætherhertz. Eigenverlag, 2012, ISBN 978-1-4849-0353-7. (Edition Roter Drache, Remda-Teichel 2017, ISBN 978-3-946425-19-9)
  - Æthersymphonie : ein Annabelle-Rosenherz-Roman.  Eigenverlag, 2014, ISBN 978-1-4996-1276-9.
  - Ætherresonanz : ein Annabelle-Rosenherz-Roman. Eigenverlag, 2014, ISBN 978-1-4942-1774-7.
- Ætherwelt 2 (Glasberg) -Trilogie
  - Waldesruh : ein Aetherwelt-Roman. Edition Roter Drache, Remda-Teichel 2014, ISBN 978-3-939459-84-2.
  - Rheingold : ein Ætherwelt-Roman. Edition Roter Drache, Remda-Teichel 2015, ISBN 978-3-939459-98-9.
  - Glasberg : ein Ætherwelt-Roman. Edition Roter Drache, Remda-Teichel 2015, ISBN 978-3-939459-89-7.
- Fortuna: Geschichten aus der Ætherwelt. Eigenverlag, 2014.
- Ætherwelt 3 (Köln-Trilogie)
  - Ruhelos&Wachsam. Edition Roter Drache, Meschede 2018.
  - Erlösung. Edition Roter Drache, Meschede 2019, ISBN 978-3-946425-55-7.
- Mission Hoffnung. O’Connell Press, Weingarten 2015, ISBN 978-3-945227-19-0.
- Ruhelos: Ein Ætherwelt Roman. Eigenverlag, 2016.
- Bernsteinherz: Ein Mittwinternachtstraum. Eigenverlag, 2016.
- Hart & Herzlich: Ein Freund unter Feinden. Eigenverlag, 2016.
- Aurora-Serie
  - Gemini 1.1 – Soundcheck (Aurora 6). Papierverzierer Verlag, 2017.
  - Gemini 1.2 – SubSonic (Aurora 14). Papierverzierer Verlag, 2017.
  - Gemini 1.3 – Sound Wave (Aurora 22). Papierverzierer Verlag, 2017.
- Die Zeitarbeiterin: Studentin – pleite, aber flexibel. Edition Roter Drache, Remda-Teichel 2021, ISBN 978-3-96815-021-5.
- Herbstlande/Das Nebelreich. Verlag Torsten Low, 2019, ISBN 978-3-96629-003-6.
- Jadeträne. Cross Cult Verlag, 2019, ISBN 978-3-96658-050-2.
- Splitter aus der Ætherwelt. Kurzgeschichtensammlung, Eigenverlag, 2019
- Die seltsamen Fälle von Hund und Katz. Kurzgeschichtensammlung, Eigenverlag 2020
- Elmsfeuer 1 – Ein Amt wird eröffnet. Eigenverlag 2019
- Elmsfeuer 2 – Von Tätern und Opfern. Eigenverlag 2020

Mit EvA Bagus:
- Der Tanz. Eigenverlag 2018
- Clara&Co – Frau Krämer schmiert Brote. Eigenverlag 2021
- Wichtelweihnacht. Eigenverlag, 2020
- Wenn Wichtel wichteln. Eigenverlag 2021

### Anthologien
- als Hrsg.: Staub und Æther (Ætherwestern 1). Æthermanufaktur, 2014
- als Hrsg.: Gott vergibt, der Æther nie (Ætherwestern 2). Æthermanufaktur, 2015
- als Hrsg.: Ætherseelen. Edition Roter Drache, Remda-Teichel 2016, ISBN 978-3-946425-26-7.
- als Hrsg.: Mütter : eine überraschende Anthologie. Edition Roter Drache, Remda-Teichel 2016, ISBN 978-3-946425-04-5.
- als Hrsg.: Ætherwelt (Die Steampunk-Chroniken. 4). Æthermanufaktur, 2018, ISBN 978-1-9843-6617-7.
- als Hrsg.: Fortuna. Edition Roter Drache, 2019, ISBN 978-3-946425-62-5.
- als Beitragende:
  - Herbstlande Anthologie. Verlag Torsten Low, ISBN 978-3-940036-48-3.
  - Anderswelten. Edition Roter Drache, ISBN 978-3-946425-57-1.
  - Science-Fiction & Fantasy Almanach. Edition Dardariee
  - Die Residenz in den Highlands. Hrsg. Labisch & Scherm, Verlag p. Machinery, ISBN 978-3-95765-257-7.
  - Reiten wir. Edition Roter Drache, ISBN 978-3-946425-32-8.
  - Der Schnee von Morgen. VMPG ISBN 978-3-9818752-2-5.
  - Boschs Vermächtnis. Edition Roter Drache, ISBN 978-3-946425-40-3.
  - Auf fremden Pfaden. Edition Roter Drache, ISBN 978-3-939459-97-2.
  - Menschmaschinen. Amrun, ISBN 978-3-95869-292-3.
  - Fark Trek. Papierverzierer, ISBN 978-3-95962-017-8.
  - Fark Chroniken. Edition Roter Drache, ISBN 978-3-946425-77-9.
  - Blutroter Stahl. Mantikore Verlag, ISBN 978-3-96188-046-1.
  - Kolonien – Welt unter Dampf. Amrun, ISBN 978-3-95869-367-8.
  - Dunkle Ziffern. Edition Roter Drache, ISBN 978-3-946425-60-1.
  - Basement Tales. The Dandy is dead, ISBN 978-3-947652-10-5.
  - Reiseziel Utopia. Edition Roter Drache, ISBN 978-3-946425-45-8.

### Sachbücher
- mit Nina Weber: Der Trotzphasen-Survivalguide. Kösel-Verlag, München 2013, ISBN 978-3-466-30960-3.
- Sternzeichen: Badeente – Das wasserfeste Horoskop für die Wanne (Badebuch). Edition Wannenbuch, Chemnitz 2019, ISBN 978-3-947409-08-2.

### Brettspiel
- Wenn Wichtel wichteln. Eigenverlag, 2021.

### Übersetzung
- Steampunk Handbuch für Monsterjäger. Lysandra Verlag 2018, ISBN 978-3-946376-49-1.